# Rita (película de 2009)
Rita es una película italiana de 2009 dirigida por los directores Fabio Grassadonia y Antonio Piazza. Es una película realizada desde el punto de vista de una persona ciega.

## Argumento
Rita es una chica ciega. Vive con su madre autoritaria, una mujer que la mantiene cerrada a casa. Pero Rita sueña con su libertad, y tiene carácter. Viviendo en Sicilia su sueño es poder ir al mar cercano a su casa. Su madre no tiene en cuenta este sueño; ignora todos los deseos de Rita.
Un día un chico que se fugó llega a la case de la joven. No es claro si el chico existe o si es el fruto de la imaginación de Rita. Rita pide al chico llevarla al mar, lo sigue, y luego le pide enseñarla a nadar. En el agua, por la primera vez en su vida, Rita siente la experiencia de la libertad. Luego el chico desaparece y Rita se encuentra sola en su casa. Quizás solamente sea la conclusión de su sueño.
Durante todo el film, en la pantalla se puede ver solo la cara de Rita. El espectador querría ver lo que está en torno a ella – su madre, el chico, el mar – pero no puede. El espectador, como la protagonista ciega, tiene que escuchar y imaginar. Percibir las voces, los ruidos, y de vez en cuando el sonido de la mano de la madre que acaricia la cara de la joven.
Las expresiones extraordinarias de la actriz permiten al espectador entender sus emociones, sentimientos y reacciones, que constituyen la esencia de la película.

## Reparto
- Marta Palermo: Rita
- Marco Correnti: El chico

## Premios
- Mención especial en el Certamen Europeo de Cortometrajes 2010 del Festival de Cine de Alcalá de Henares: 13 de noviembre de 2010.
- Magma Short Film Festival: 6 de mayo de 2011
- Newport Beach Film Festival: 20 de mayo de 2011
- Brooklyn Film Festival: 14 de junio de 2011
- Sedicicorto: International Film Festival Forlì: 10 de octubre de 2011
- Festival de Cine Italiano de Madrid: 8 de diciembre de 2011[1]